# Pierre Gueorguievitch d'Oldenbourg
Le duc Constantin Frédéric Pierre Gueorguievitch d’Oldenbourg (en allemand, Peter Herzog von Oldenburg ; en russe, Пётр Гео́ргиевич Ольденбу́ргский / Piotr Gueorguievitch Oldenbourgski), né le 26 août 1812 à Iaroslavl, décédé le 14 mai 1881 à Saint-Pétersbourg, est un prince de la maison d’Oldenbourg, et un général de l’armée impériale russe.

## Biographie
Fils de Georges d'Oldenbourg et de Catherine Pavlovna de Russie, Pierre d'Oldenbourg fut connu pour son érudition et sa philanthropie. Il fut également un compositeur de musique talentueux, et exerça son talent tout particulièrement dans la musique de ballet. Sur la demande du chorégraphe Marius Petipa, il composa la musique du Pas d'esclave extrait du ballet Le Corsaire, du ballet La Rose, La Violette et le Papillon. De nos jours, ses compositions musicales sont écoutées dans le monde entier. 
Comme son frère aîné Constantin, Pierre d'Oldenbourg naquit le 26 août 1812 à Iaroslavl en Russie. Son père, le grand-duc Georges d'Oldenbourg ne venait qu'au second rang dans la ligne de succession du grand-duché d'Oldenbourg, il avait peu de chance de régner un jour. C'est pour cette raison qu'en 1809, après son mariage avec la grande-duchesse Katarina Pavlovna de Russie, le grand-duc Georges d'Oldenbourg s'installa en Russie. Il fut nommé gouverneur de la Volga, mais décéda six mois plus tard. Alexandre Ier de Russie prit ses deux neveux sous sa protection. Les deux frères Pierre et Constantin vécurent en Russie jusqu'en 1816, année où leur mère épousa le duc Guillaume Ier de Wurtemberg. Pierre et son frère aîné quittèrent la Russie, ils furent éduqués à Stuttgart.
En 1819, date du décès de leur mère la grande-duchesse Katarina Pavlovna de Russie, les deux jeunes garçons furent confiés à leur grand-père, le grand-duc Pierre Ier d'Oldenbourg. Plus tard,l' empereur Nicolas promut Pierre au grade de colonel de la Garde et rapidement, il gravit les échelons et fut nommé lieutenant-général. Après quatre années de service, il prit sa retraite et devint un membre actif du gouvernement de Saint-Pétersbourg. En 1834, il devint sénateur russe. Ce fut à cette époque que sa philanthropie s'exerça et qu'il se voua au développement de l'instruction : Il fonda notamment la faculté de droit de Saint-Pétersbourg ; cette faculté formait les futurs juges et administrateurs dont la Russie avait tant besoin pour son avenir. Il fut nommé à la tête d'une organisation chargée de favoriser la scolarisation féminine, en 1844.
Le duc Pierre d'Oldenbourg fut également un érudit et parlait huit langues, dont évidemment couramment le français. Comme Président d'honneur de l'association de l'impératrice Marie, il joua un rôle prépondérant dans la supervision du développement des hôpitaux en Russie, dont l'un à Saint-Pétersbourg est appelé l'Hôpital pour enfants Prince Pierre d'Oldenbourg.

### Mariage et descendance

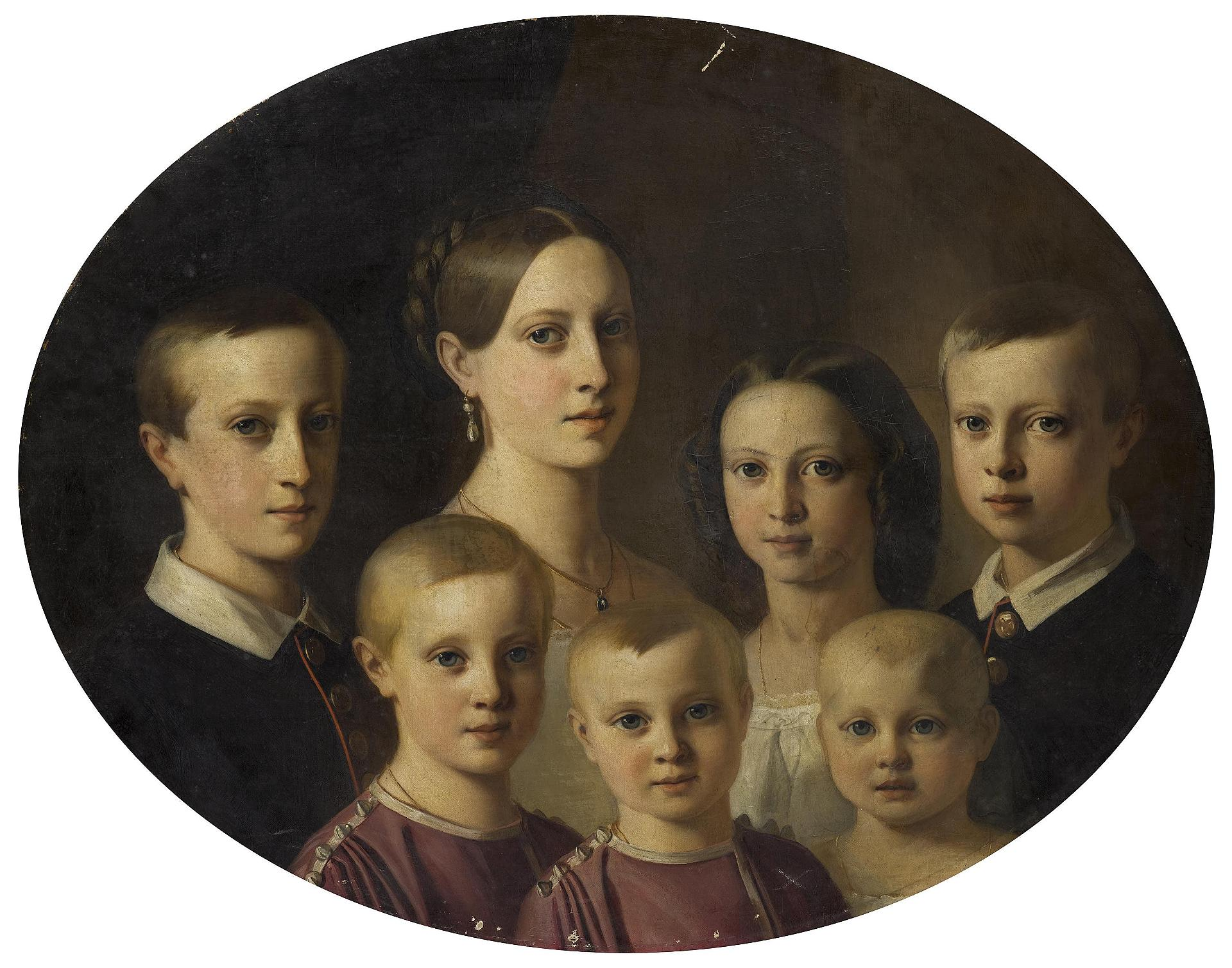
Les Enfants du duc d'Oldenbourg (1853) par Vital Jean De Gronckel, Musée de l'Ermitage.

Le 23 avril 1837 Pierre Georgievitch d'Oldenbourg épousa à Wiesbaden-Biebrich la princesse Thérèse de Nassau-Weilbourg (1815-1871), fille de Guillaume de Nassau (1792-1839) et de sa première épouse Louise de Saxe-Hildburghausen.
Huit enfants sont nés de cette union :
- Alexandra Petrovna d'Oldenbourg (1838-1900), en 1856, elle épousa Nicolas Nicolaevitch de Russie (1831-1891)
- Nicolas d'Oldenbourg (it) (1840-1886), il épousa Maria Bulazel, titrée comtesse Osternbourg
- Cécile d'Oldenbourg (1842-1843)
- Alexandre d'Oldenbourg (1844-1932), en 1868, il épousa la duchesse Eugénie de Leuchtenberg (1845-1925), (fille du duc Maximilien de Leuchtenberg), il est le père du duc Pierre Alexandrovitch d'Oldenbourg
- Catherine d'Oldenbourg (ru) (1846-1866)
- Georges d'Oldenbourg (1848-1871)
- Constantin d'Oldenbourg (en) (1850-1906), il épousa la princesse Agrafena Djapparidzé (en), titrée comtesse de Zarnekau
- Thérèse d'Oldenbourg (1852-1883), en 1879, elle épousa Georges Maximilianovitch de Leuchtenberg, titré prince Romanowsky (1852-1912), (fils du duc Maximilien de Leuchtenberg).

### Compositeur
Le duc Pierre d'Oldenbourg fut un compositeur et un pianiste talentueux. En 1842, il composa son premier concerto pour piano. En 1844, il composa son second concerto pour piano qui fut joué par la célèbre pianiste Clara Schumann au Palais Michel.
Comme la plupart des membres de la noblesse russe, ce fut un passionné de ballet et un grand mécène. Marius Petipa, maître de ballet de la Cour, lui demanda de composer la musique du ballet La Rose, la Violette et le Papillon en 1857 ; le spectacle fut donné au théâtre impérial de Tsarskoïe Selo. 
Beaucoup de compositions musicales du duc d'Oldenbourg furent par la suite utilisées comme outils pédagogiques par le conservatoire de Saint-Pétersbourg. Le duc passa cinquante ans au service de la Russie impériale et en conséquence c'était une personnalité respectée. En 1880, en remerciement pour ses services rendus à l'Empire, une grande réception fut donnée en son honneur à Saint-Pétersbourg. La plupart des membres de la famille impériale, dont son cousin l'empereur, assistèrent à cette grande festivité.

### Décès
Le duc d'Oldenbourg fut très proche de son impérial cousin. Il fut très affligé par la mort du tsar lors de l'attentat de mars 1881. Il décéda le 14 mai 1881 à Saint-Pétersbourg.

## Généalogie
Pierre Georgievitch d'Oldenbourg appartient à la seconde branche issue de la première lignée de la Maison d'Oldenbourg-Gottorp, ces deux lignées sont issues de la première branche de la Maison d'Oldenbourg.